# جام باشگاه‌های تهران ۱۳۶۲
جام باشگاه‌های تهران ۱۳۶۲ دوره‌ای از مسابقات جام باشگاه‌های تهران بود که در سال ۱۳۶۲ برگزار شد و با قهرمانی استقلال به پایان رسید. این دوره از مسابقات با حضور هجده تیم و در یک گروه برگزار گردید
عجیب‌ترین اتفاق این فصل برد ۵ بر ۲ پرسپولیس مقابل شاهین بود که فدراسیون بعد از بازی رأی به تکرار بازی داد. دلیل این کار را عدم تمرکز و فشار هواداران پرسپولیس یه تیم شاهین عنوان کرد و پرسپولیس در بازی تکراری به دلیل این‌که فدراسیون اجازه نداد از تماشاگران خود استفاده کند شرکت نکرد و بازی ۳ بر ۰ به نفع شاهین اعلام شد. همین ۲ اختلاف باعث شد در پایان فصل استقلال قهرمان بشود. در این دوره از بازی‌ها پس از استقلال که با ۲۸ امتیاز قهرمان شد تیم‌های پرسپولیس با ۲۶ و بانک ملی با ۲۳ امتیاز در رده‌های بعدی قرار گرفتند.

## جدول رده‌بندی
منبع
| رتبه | باشگاه      | بازی | برد | مساوی | باخت | گل‌زده | گل‌خورده | امتیاز |
| ---- | ----------- | ---- | --- | ----- | ---- | ----- | ------- | ------ |
| ۱    | استقلال     | ۱۷   | ۱۲  | ۴     | ۱    | ۲۸    | ۵       | ۲۸     |
| ۲    | پرسپولیس    | ۱۷   | ۱۲  | ۲     | ۳    | ۳۳    | ۱۴      | ۲۶     |
| ۳    | بانک ملی    | ۱۷   | ۷   | ۹     | ۱    | ۱۸    | ۱۲      | ۲۳     |
| ۴    | هما         | ۱۷   | ۸   | ۶     | ۳    | ۲۱    | ۱۰      | ۲۲     |
| ۵    | سعدآباد     | ۱۷   | ۵   | ۱۱    | ۱    | ۱۲    | ۷       | ۲۱     |
| ۶    | آرارات      | ۱۷   | ۵   | ۸     | ۴    | ۱۹    | ۱۲      | ۱۸     |
| ۷    | شاهین       | ۱۷   | ۷   | ۴     | ۶    | ۱۵    | ۱۱      | ۱۸     |
| ۸    | بوتان       | ۱۷   | ۴   | ۹     | ۴    | ۱۲    | ۱۱      | ۱۷     |
| ۹    | راه‌آهن      | ۱۷   | ۴   | ۹     | ۴    | ۱۳    | ۱۴      | ۱۷     |
| ۱۰   | صنعت نفت    | ۱۷   | ۶   | ۵     | ۶    | ۱۱    | ۱۰      | ۱۷     |
| ۱۱   | دارایی      | ۱۷   | ۵   | ۷     | ۵    | ۱۱    | ۱۸      | ۱۷     |
| ۱۲   | اکباتان     | ۱۷   | ۶   | ۵     | ۶    | ۱۶    | ۲۷      | ۱۷     |
| ۱۳   | نیروی زمینی | ۱۷   | ۵   | ۴     | ۸    | ۱۱    | ۱۸      | ۱۴     |
| ۱۴   | کیان        | ۱۷   | ۴   | ۴     | ۹    | ۱۱    | ۱۹      | ۱۲     |
| ۱۵   | پیام        | ۱۷   | ۳   | ۵     | ۹    | ۱۰    | ۲۲      | ۱۱     |
| ۱۶   | وحدت        | ۱۷   | ۳   | ۵     | ۹    | ۸     | ۲۲      | ۱۱     |
| ۱۷   | تهران جوان  | ۱۷   | ۲   | ۶     | ۹    | ۵     | ۱۶      | ۱۰     |
| ۱۸   | برق         | ۱۷   | ۲   | ۴     | ۱۱   | ۹     | ۲۵      | ۸      |

## گلزنان برتر
منبع[۲]
۱۳ گل: حمید علیدوستی (هما)، ناصر محمدخانی (پرسپولیس)
۸ گل: داود گلفشانی (نفت)
۷ گل: پرویز مظلومی (استقلال)
۶ گل: شاهرخ بیانی (استقلال)، مهران نجفی (بانک ملی)
۵ گل: روبیک ابراهیمی، سروژ کوچاری (آرارات) فرشاد پیوس (راه‌آهن)، محمد محبی (دارایی) جعفر مختاری‌فر (استقلال)، علی پروین (پرسپولیس) هادی آهنگران، حسین طاهرخانی (اکباتان) مهدی فردعلی‌نیا (بوتان)
۴ گل: ضیا عربشاهی، غلامرضا فتح‌آبادی (پرسپولیس) منوچهر طاهرخانی (بوتان) جمشید آبیاری (سعدآباد) رحمان مرفاوی (نیروی زمینی)
۳ گل: شاهرخ اصلانی (بوتان) محمدحسین ضیایی (وحدت) ویگن زینعلی (آرارات) مرتضی یکه (راه‌آهن) علی صالحی (سعدآباد) سعید مظاهری (نیروی زمینی) محمدعلی نعمت‌زاده، عباس جواهری (بانک ملی) احمد حاج علی گل (شاهین) مجید داناپور، احمد مرادی (کیان) فریدون رادبوی (هما)
۲ گل: علی حیدری، مرتضی فنونی‌زاده، محمود ضیایی (شاهین) هدایت شعارغفاری (هما) گلایو حنا (تهران‌جوان) سید ولی میرزاسیدی، حمید اسدالله‌زاده (کیان) ابراهیم باباولی (سعدآباد) ویگن کوائیان، ورژ بخشی (آرارات) ناصر نورایی، عباس کارگر (پرسپولیس) علیرضا شیخ اسلامی، عباس فشاری، ابوالفضل فیض‌اللهی (پیام) محمدرضا عمامه (وحدت) مجتبی خیراندیش (راه‌آهن) محمد ممقانی (دارایی) عبدالعلی چنگیز، غلامرضا نعلچگر (استقلال) مسعود معینی (اکباتان) ناصر علیمردانی، رضا ثبوتی (برق) حمید مجد تیموری (نیروی زمینی)    ۱گل: